# Guus van Waveren
Guus van Waveren (Amsterdam, 9 mei 1933 – Hilversum, 11 juli 2021) was een Nederlands televisieregisseur en scenarioschrijver.

## Biografie
Hij begon in 1950 als bankbediende bij de Amsterdamsche Bank. Dat werk beviel hem niet. Na zijn diensttijd als telegrafist bij de Koninklijke Marine (1953-1955) schreef hij zich in voor het avondonderwijs op de Kunstnijverheidsschool (nu Gerrit Rietveld Academie) in Amsterdam en ging aan het werk als reclametekenaar bij reclamebureau Prad. Vanaf december 1958 werkte hij als freelance grafisch ontwerper.
In juni 1962 kwam Van Waveren in vaste dienst bij de NTS als cameraman. Twee jaar later werd hij daar opnameleider. Reclamebureau Prad vroeg hem in september 1966 terug voor het maken van de eerste commercials i.v.m. de start van de televisiereclame op 1 januari 1967. Zo geschiedde. Maar de reclamewereld beviel Van Waveren niet meer. De NTS werd in die tijd zendgemachtigde en vroeg hem terug te komen als regisseur. Van april 1967 tot zijn pensioen in 1994 maakte hij honderden producties voor de NOS (de opvolger van de NTS). Na zijn pensionering werkte hij nog tientallen jaren als freelance regisseur. Als voormalig grafisch ontwerper ontwierp hij ook de eerste bewegende leaders en de vormgeving voor de rubrieken Panoramiek, Scala, Sprekershoek, Uit de Kunst, Cinevisie, Tervisie, Nederland C, Openbaar Kunstbezit, Kunst op het Spoor (presentatie Kees Schilperoort), De Tweede Natuur (presentatie Bram Vermeulen), 1 op Zondag, Over Meer, Diagnose. Voor al deze rubrieken maakte hij ook vele onderwerpen.
Guus van Waveren overleed in 2021 op 88-jarige leeftijd.

## Werken

### Documentaires
- Sybold van Ravesteyn, Architect (1971)
- Theun de Vries, schrijver (1971)
- Chris van Geel, dichter/schilder (1972)
- J.H. van den Broek, architect (1973)
- Marte Röling in Beautiful Glass and Colours (1973) De eerste beschilderde tram in Amsterdam en de vormgeving van het Gemeentelijk Vervoer Bedrijf
- Jan van Toorn, grafisch ontwerper (1974)
- Gerti Bierenbroodspot, Labyrinths  (1975)
- Domweg Gelukkig in de Dapperstraat (1979) over de stadsvernieuwing in de Amsterdamse Dapperbuurt.
- Groeten uit de Nieuwmarkt (1980) over de strijd rond de aanleg van de metro in Amsterdam en de daaruit voortgekomen kunst in het metrostation Nieuwmarkt. Met o.a. Louis van Gasteren en Jan Sierhuis.
- Leve de Operette (1980) over de 60-jarige Hoofdstadoperette.
- Klein beginnen (1982) over de Kleinkunstacademie te Amsterdam
- Marte Röling - Wimpels voor Den Haag (1983)
- Sculpturen (1984) presentatie Bram Vermeulen
- Het Muziektheater (1986) over de bouw en de problemen bij de bouw van het Amsterdamse Muziektheater.
- Het Joods Historisch Museum (1987) over de restauratie van het museum.
- PTT - Dienst Esthetische Vormgeving (1988) productie i.v.m. uitreiking prijs aan Oxenaar in Tokio.
- Wim Quist – Architect (1989) i.v.m. het winnen van de David Röellprijs.
- Oranje en Plan Geel (1990) over de strijd rondom den Haag en de vlucht van de Koninklijke Familie in de meidagen van 1940.
- Vogels uit één nest (1990) over de dansfamilie Stuyf.
- The Making of an Idiot (1992) over het maken van de opera ‘Life with an Idiot’ van Alfred Schnittke met o.a. Mstislav Rostropovich. Eerste prijs op het Opera Screenfestival in Parijs - Aug.1993.
- De Geschiedenis van de Jazz in Nederland (1993) Deel 3, 1945 -1960 Met Pete Felleman, Pim Jacobs, Michiel de Ruyter, Pia Beck e.v.a.
- De Accordeonist (1994) over de in januari 1992 overleden accordeonvirtuoos Johnny Meijer.
- De Spookschrijver (1994) over de omstreden tekstschrijver Jacques van Tol.
- Morgen gaat het beter (1995) over het amusement tijdens de Tweede Wereldoorlog. Met Wim Ibo, Martie Verdenius, Gerard Walden, Berry Kievits, Marcel Thielemans, Annie de Reuver e.v.a.
- Bertien van Manen – Fotograaf (1996) i.v.m. het winnen van de David Röellprijs.
- Lili Green - De Vergeten Danspionier (1996)
- Pas de vieux (1997) over het Nederlands Danstheater 3, de groep dansers van boven de veertig. In de hoofdrol Gérard Lemaître.
- Ducktators (1998) over propaganda d.m.v. tekenfilms in Amerika tijdens WO2. Finalist award the New York festivals 1998
- De onvergetelijke Willy Alberti (1998)
- Willem Duys weg (1999)
- Lili Marleen - Een lied van verlangen (2003) Over het lied dat tijdens de Tweede Wereldoorlog aan beide zijden van het front een ‘tophit’ werd.
- Verliefd op de musical (2002) Over het begin van de musical in Nederland. Met Willy Hofman en Piet Meerburg.
- Paul Driessen – Inside out (2003) Over de in Canada wonende ‘Oscar-genomineerde’ Nederlandse animatiefilmer. Genomineerd voor de ‘Golden rockie’ op het Banff International Festival 2004 in Canada
- Frits Lambrechts - Het vijfde seizoen (2004) Een ‘reportage-achtige’verfilming over het maken van de laatste cd van Frits Lambrechts
- Kijk met me mee  (2005) Een productie voor de Stichting Reinwater. Schoolkinderen die in het stroomgebied van de Rijn wonen, maken kunstwerken met als onderwerp het goed gebruik van oppervlaktewater.
- Hesselius (2006) Over Henk Hesselius (1927), kunstschilder en beeldenmaker.
- Alice in Dixieland (2006) Een portret van het gelijknamige ‘dames-jazzorkest’
- Profiel: Baantjer (2008)
- The body type – Naaktalfabet (2009) Grafisch ontwerper Anthon Beeke bezig met het toevoegen van cijfers aan zijn ‘blote meisjes alfabet’ uit 1969
- Henk door Marte (2010) Marte Röling maakte vijfenvijftig portretten van haar overleden partner Henk Jurriaans. (voor museum de Fundatie in Zwolle)
- Anthon Beeke Van slagersjongen tot grafisch ontwerper (2011)
- Draaien, altijd maar draaien (2012) Een portret van Gé Aarts, cameraman en verzamelaar van camera’s, projectoren e.d. (gemaakt voor NostelgieNet)
- Oude liefde (2013) Film over verzamelaars, gemaakt voor NostalgieNet op de Verzamelaarsbeurs in Utrecht.
- Kouwe drukte (2014) Korte documentaire over de Elfstedentocht 1963. Opgenomen in 2013 voor NostalgieNet tijdens een reünie in het Eerste Friese Schaatsmuseum in Hindeloopen. Interviews met Reinier Paping (eerste plaats), Jan Uitham (tweede) en Jeen van den Berg.

### TV drama
- Niets aan de hand (alleen scenario) met Willy Brandts, Frits Lambrechts
- Even naar het feest (scenario en regie) met Peter Faber, Marjon Brandsma
- Liefde in rhythme (scenario en regie) met Theo Groot, Marieke van Leeuwen, Marissa van Eijle, Loes Wouterson
- Suite 215 – Screentest (regie) met Django Edwards e.a.
- Warenar (regie) Met het Mechels Miniatuur Theater
- Een tot nog toe onvervuld verlangen (regie) met Elsje de Wijn en Han Römer
- Een lichte lunch (regie) met Ingeborg Elzevier, Lettie Oosthoek, Ben Hulsman
- Onder de leden (regie) met Wick Ederveen, Jan van Galen, Hans Man in ’t Veld, Bram Vermeulen e.a.
- Naaste familie (regie) met Nelly Frijda
- Gust (regie) met Rik van Uffelen
- I don’t like you (regie) met Rijk de Gooyer, Moniek Kramer, Elisabeth Versluys

### Muziek en dans
- Holland festival 1972 (live) met Rudi van Dantzig, Cathy Berberian ‘Allez Hop’, Werkteater
- Reidans van heldendaden Internationaal Folkloristisch Danstheater, opgenomen in Budapest
- Voorbij gegaan (live) van Rudi van Dantzig met Alexandra Radius, Han Ebbelaar
- Metropole in concert (live) met Margriet Eshuijs, Leoni Jansen, Paco Peña, Jerry van Rooyen
- Poezie hardop – En dan komt de dag... gedichten van Brecht, Neruda, van Collem, van Iependaal, Lucebert gezongen door Mies de Heer en Frits Lambrechts
- Jazz uit het Bimhuis (zes uitzendingen live) ensemble ‘Loos’, Curtis Clark Fivetet, Greetje Bijma Kwintet, Piet Noordijk kwartet, J.C.Tans Orchestra en New Association.
- Dans en muziek uit Bali met I Made Djimat
- Lisztconcours 1989 (live)
- The Netherlands Concert Jazzband met o.a. Frans Elsen en Henk Meutgeert
- Avondvoorstelling (live) Jazz uit het Bimhuis, presentatie en interviews door J.Bernlef met Ray Anderson, Han Bennink, Charlie Haden, Jim van der Woude e.a.
- Klap op de vuurpijl (live) Oudejaarsavonduitzending met het Willem Breuker Kollektief
- Nationale viering bevrijding 1989 (live)
- Nederlandse filmdagen (live) presentatie Cees van Ede met o.a. portret van Louis van Gasteren
- Uitmarkt (live)